# الملعب الأولمبي حمادي العقربي برادس
الملعب الأولمبي حمادي العقربي أو الملعب الأولمبي برادس (سابقًا) أو ملعب السابع من نوفمبر سابقا ويلقب باسم درة المتوسط، هو ملعب وطني رياضي متعدد الاختصاصات يقع في المدينة الرياضية برادس الواقعة في رادس بالضاحية الجنوبية لمدينة تونس.
تم إنشاء الملعب الأولمبي حمادي العقربي عام 2001 لاحتضان دورة ألعاب البحر الأبيض المتوسط 2001. تتسع مدارجه المغطاة لـ 65.000 متفرج ويمسح 13.000 متر مربع، وهو يضم ميدانًا رئيسيًا و3 ملاعب فرعية وقاعتي إحماء وسبّورتين لامعتين ومنصة شرفية تتسع لـ 7.000 متفرج ومنصة صحفية بها 300 مكتب صممه الهولندي روب شورمان. تم تدشينه يوم 6 يوليو 2001 في إطار نهائي كأس تونس لكرة القدم بين النادي الرياضي لحمام الأنف والنجم الرياضي الساحلي 1–0.
يلعب فيه النادي الإفريقي والترجي الرياضي التونسي أهم مبارياتهما من الرابطة التونسية المحترفة الأولى، وهو أيضا الملعب الرسمي لمنتخب تونس لكرة القدم منذ عام 2001 كما احتضن الملعب الأولمبي حمادي العقربي 6 مباريات من كأس الأمم الإفريقية لكرة القدم 2004 التي تحصل عليها منتخب تونس لكرة القدم. منذ 22 أغسطس 2020 اتخذ الملعب اسم الملعب الأولمبي حمادي العقربي.

## التاريخ
تم تدشين الملعب الأولمبي حمادي العقربي يوم 6 يوليو 2001 في إطار نهائي كأس تونس لكرة القدم بين النادي الرياضي لحمام الأنف والنجم الرياضي الساحلي 1–0 سجل لاعب النادي الرياضي لحمام الأنف، أنيس بن شويخة أول هدف في تاريخ الملعب.
احتضن الملعب الأولمبي حمادي العقربي أكبر التظاهرات الرياضية في تونس، أبرزها دورة ألعاب البحر الأبيض المتوسط 2001 (2–15 سبتمبر 2001) التي شهدت تتويج المنتخب التونسي بالميدالية الذهبية في دورة كرة القدم بعد الفوز في المباراة النهائية 1–0 على المنتخب الإيطالي. كما احتضن 6 مباريات في إطار كأس الأمم الإفريقية 2004 (24 يناير–14 فبراير 2004)، التي توج بها المنتخب التونسي بعد الفوز 2–1 على المنتخب المغربي في المباراة النهائية.
أجريت على أرضية الملعب الأولمبي حمادي العقربي سبع مباريات من نهائي من دوري أبطال إفريقيا. في 2006 بين النادي الرياضي الصفاقسي والنادي الأهلي المصري، وفي أعوام 2010، 2011، 2012، 2018، 2018–19، و2023–24. واجه خلالها الترجي الرياضي التونسي على التوالي تي بي مازيمبي، نادي الوداد الرياضي مرتين والنادي الأهلي المصري 3 مرات. أجريت على أرضية الملعب الأولمبي حمادي العقربي مباراتان من ذهاب نهائي كأس الكونفيدرالية الإفريقية. في 2011 بين النادي الإفريقي ونادي المغرب الفاسي، في 2013 بين النادي الرياضي الصفاقسي وتي بي مازيمبي. أجريت على أرضية الملعب الأولمبي حمادي العقربي مباراتان في إطار كأس السوبر الإفريقي، في 2008 بين النجم الرياضي الساحلي والنادي الرياضي الصفاقسي، في 2012 بين الترجي الرياضي التونسي ونادي المغرب الفاسي. وفي 28 يوليو 2010 احتضن مباراة كأس الأبطال الفرنسي بين فريقي باريس سان جيرمان وأولمبيك مارسيليا وذلك بحضور 57 ألف متفرج.
في أكتوبر 2015 أثارت حكومة الحبيب الصيد جدلا كبيرا وردود فعل معارضة على خلفية إعلانها نيتها رهن الملعب الأولمبي حمادي العقربي وفق الصكوك الإسلامية بغرض ترقيع الميزانية ودعم النفقات العمومية التي تثقل كاهلها قبل أن تتراجع عن ذلك تحت ضغوط الرأي العام. حصل الملعب الأولمبي حمادي العقربي على شهادة الصنف الأول من الاتحاد الدولي لألعاب القوى كأكثر الملاعب مطابقة للمعايير والمواصفات في مجاله. في مايو 2020 تم تصنيف الملعب الأولمبي حمادي العقربي في المرتبة العاشرة عالميا بحسب استفتاء صحيفة ماركا الإسبانية لأجمل الملاعب في العالم برصيد 14 ألف صوتا. سجل الملعب أكبر عدد من الحضور الجماهيري وقدر بستين ألف متفرج في مناسبتين، الأولى في نهائي كأس الأمم الإفريقية 2004 بين المنتخب التونسي والمنتخب المغربي، والثانية في 22 ماي 2008 في مباراة النادي الإفريقي والترجي الرياضي الجرجيسي في إطارالرابطة التونسية المحترفة الأولى 2007–08.

## شهادات
تحصل الملعب الأولمبي حمادي العقربي على شهادة الصنف الأول من الاتحاد الدولي لألعاب القوى (بالإنجليزية: IAAF Class 1 Certificate)‏، وهو ما يعني أنه يحقق أحسن المعايير والمواصفات في مجاله. وهو أفضل ملعب بشمال إفريقيا وأحد أجمل الملاعب في القارة الإفريقية والعالم العربي.

## التسمية
حمل الملعب اسم ملعب السابع من نوفمبر برادس نسبة إلى تاريخ تولي الرئيس التونسي زين العابدين بن علي الحكم سنة 1987، ثم أصبح الملعب الأولمبي برادس إثر الثورة التونسية التي انهت حكم زين العابدين بن علي عام 2011.

### الملعب الأولمبي حمادي العقربي
في 22 أغسطس 2020، عقب وفاة لاعب المنتخب التونسي والنادي الرياضي الصفاقسي السابق حمادي العقربي، أعلن رئيس الحكومة إلياس الفخفاخ خلال خطاب أنه سيتم تغيير اسم الملعب الأولمبي برادس إلى الملعب الأولمبي حمادي العقربي. أثار هذا الإعلان استغراب رئيس وسكان بلدية رادس الذي أشار إلى اجتماع المجلس البلدي في 24 أغسطس 2020 لاتخاذ قرار. بالإضافة إلى ذلك، ينص مرسوم بتاريخ 12 يوليو 2019 على أنه لا يُسمح بإعطاء أسماء الأشخاص المتوفين إلا بعد ثلاث سنوات من تاريخ وفاتهم. في 24 أغسطس 2020، ردت وزارة الشؤون المحلية بأن الملعب وُضع تحت إشراف وزارة الشباب والرياضة والحي الوطني الرياضي (وليس تحت إشراف بلدية رادس) وأنه لا يقع في إطار مرسوم 12 يوليو 2019، حتى يمكن تغيير اسمه. لذلك تم تركيب لوحة أمامية في الأول من سبتمبر باسم الملعب الأولمبي حمادي العقربي. في 21 سبتمبر تقدمت بلدية رادس بشكوى عاجلة للمحكمة الإدارية لإلغاء القرار. في نهاية عام 2020، استخدمت الجامعة التونسية لكرة القدم والاتحاد الإفريقي لكرة القدم هذا الاسم.

## أهم الأحداث
- ألعاب البحر الأبيض المتوسط 2001.
- دورة تونس للأمم الأربعة 2003.
- كأس الأمم الأفريقية 2004.
- نهائي دوري أبطال أفريقيا 2006
- كأس إل جي الدولية 2006
- كأس السوبر الأفريقي 2008
- نهائي دوري أبطال أفريقيا 2010
- نهائي دوري أبطال أفريقيا 2011
- نهائي كأس الكونفيدرالية الأفريقية 2011
- كأس السوبر الأفريقي 2012
- نهائي دوري أبطال أفريقيا 2012
- نهائي كأس الكونفيدرالية الأفريقية 2013
- نهائي دوري أبطال أفريقيا 2018
- نهائي دوري أبطال أفريقيا 2019

### مباريات البطولات الكبرى

#### ألعاب البحر الأبيض المتوسط 2001
| التاريخ        | فريق 1 | النتيجة | فريق 2  | الدور                |
| -------------- | ------ | ------- | ------- | -------------------- |
| 15 سبتمبر 2001 | فرنسا  | 2–0     | تركيا   | مباراة المركز الثالث |
| 15 سبتمبر 2001 | تونس   | 1–0     | إيطاليا | النهائي              |

#### كأس الأمم الإفريقية 2004
| التاريخ        | توقيت | فريق 1 | النتيجة   | فريق 2                      | الدور         | الحضور |
| -------------- | ----- | ------ | --------- | --------------------------- | ------------- | ------ |
| 24 يناير 2004  | 19:30 | تونس   | 2–1       | رواندا                      | دور المجموعات | 60000  |
| 28 يناير 2004  | 16:15 | تونس   | 3–0       | جمهورية الكونغو الديمقراطية | دور المجموعات | 60000  |
| 01 فبراير 2004 | 14:00 | تونس   | 1–1       | غينيا                       | دور المجموعات | 35000  |
| 07 فبراير 2004 | 17:00 | تونس   | 1–0       | السنغال                     | الربع النهائي | 57000  |
| 11 فبراير 2004 | 16:00 | تونس   | 1–1 (5–3) | نيجيريا                     | النصف النهائي | 56000  |
| 14 فبراير 2004 | 14:30 | تونس   | 2–1       | المغرب                      | النهائي       | 65000  |

## معرض الصور

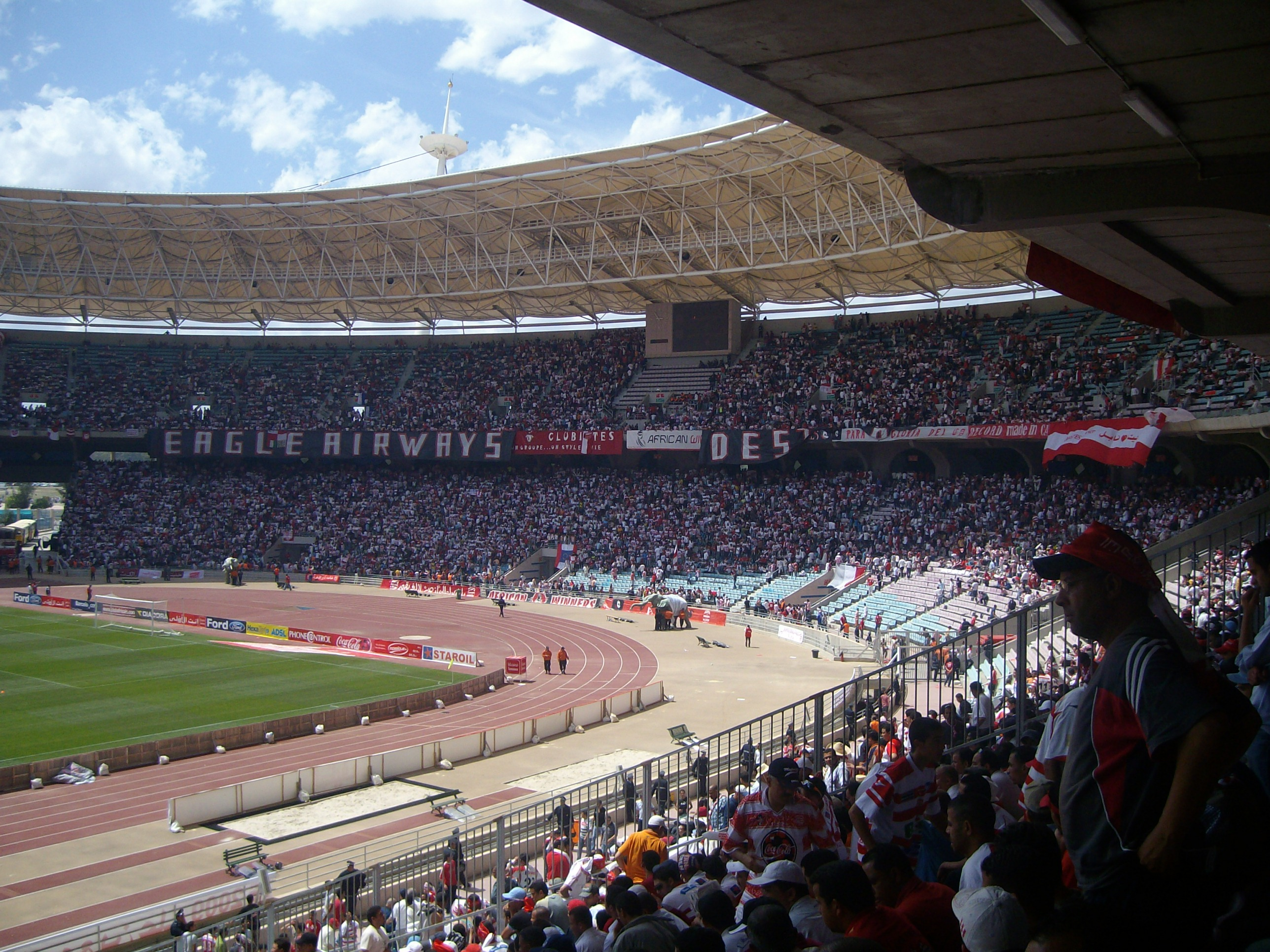
مشجعو النادي الإفريقي أثناء مباراة النادي الإفريقي والترجي الرياضي الجرجيسي في 22 ماي 2008.
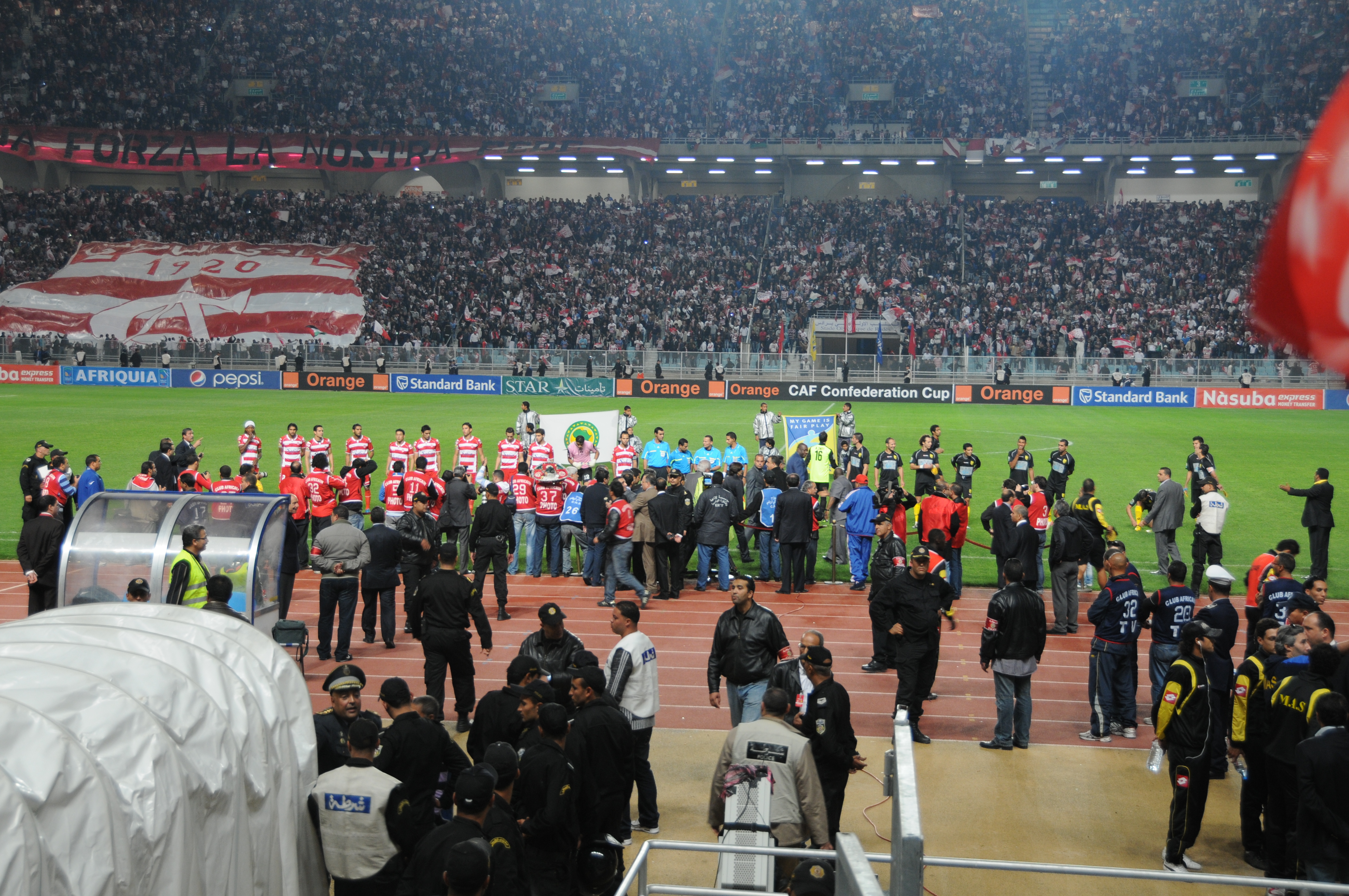
نهائي كأس الكونفيدرالية الإفريقية 2011 يوم 4 ديسمبر 2011 بين النادي الإفريقي ونادي المغرب الفاسي.
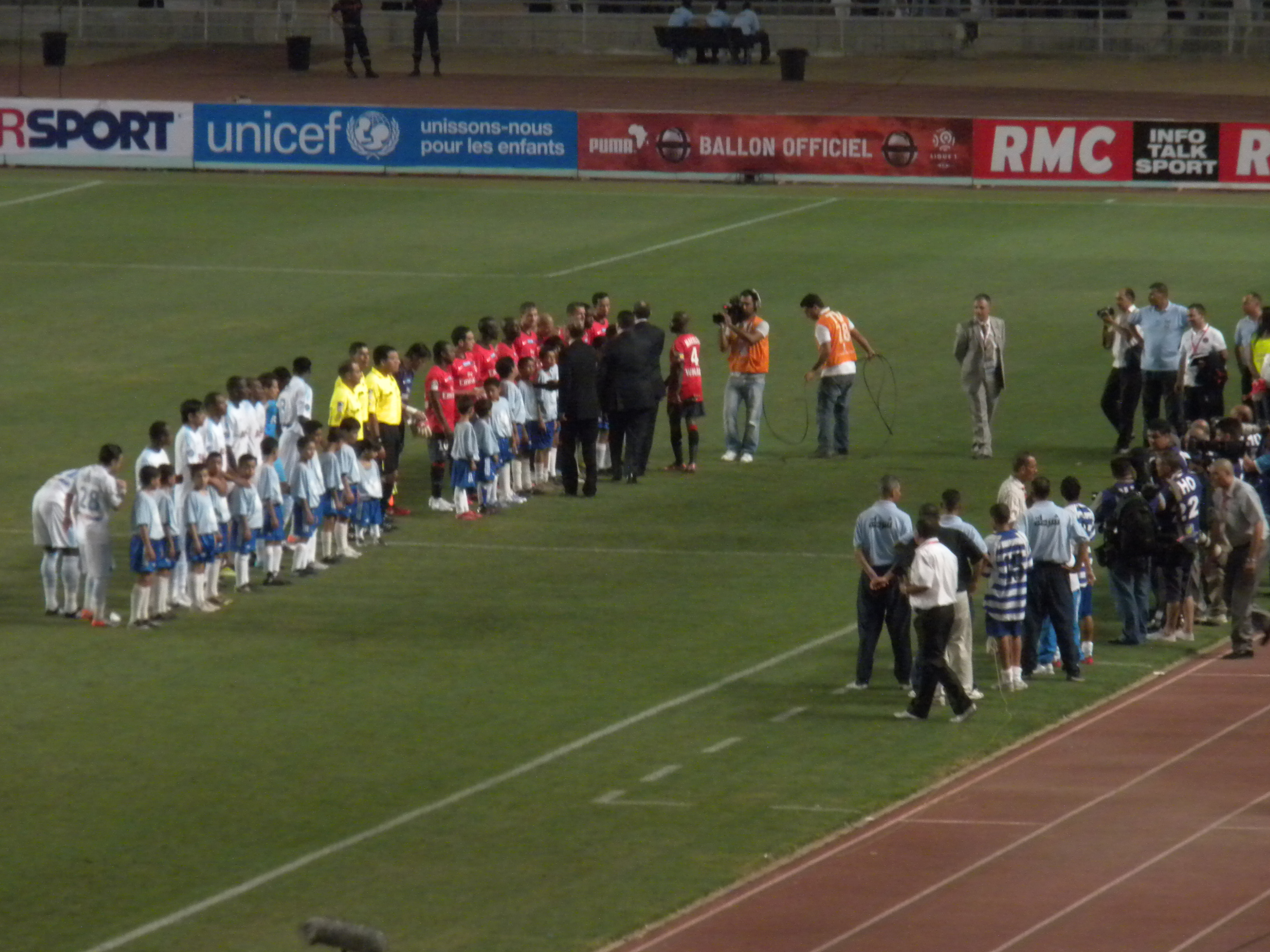
لاعبي باريس سان جيرمان وأولمبيك مارسيليا في 28 يوليو 2010 خلال كأس الأبطال الفرنسي 2010.
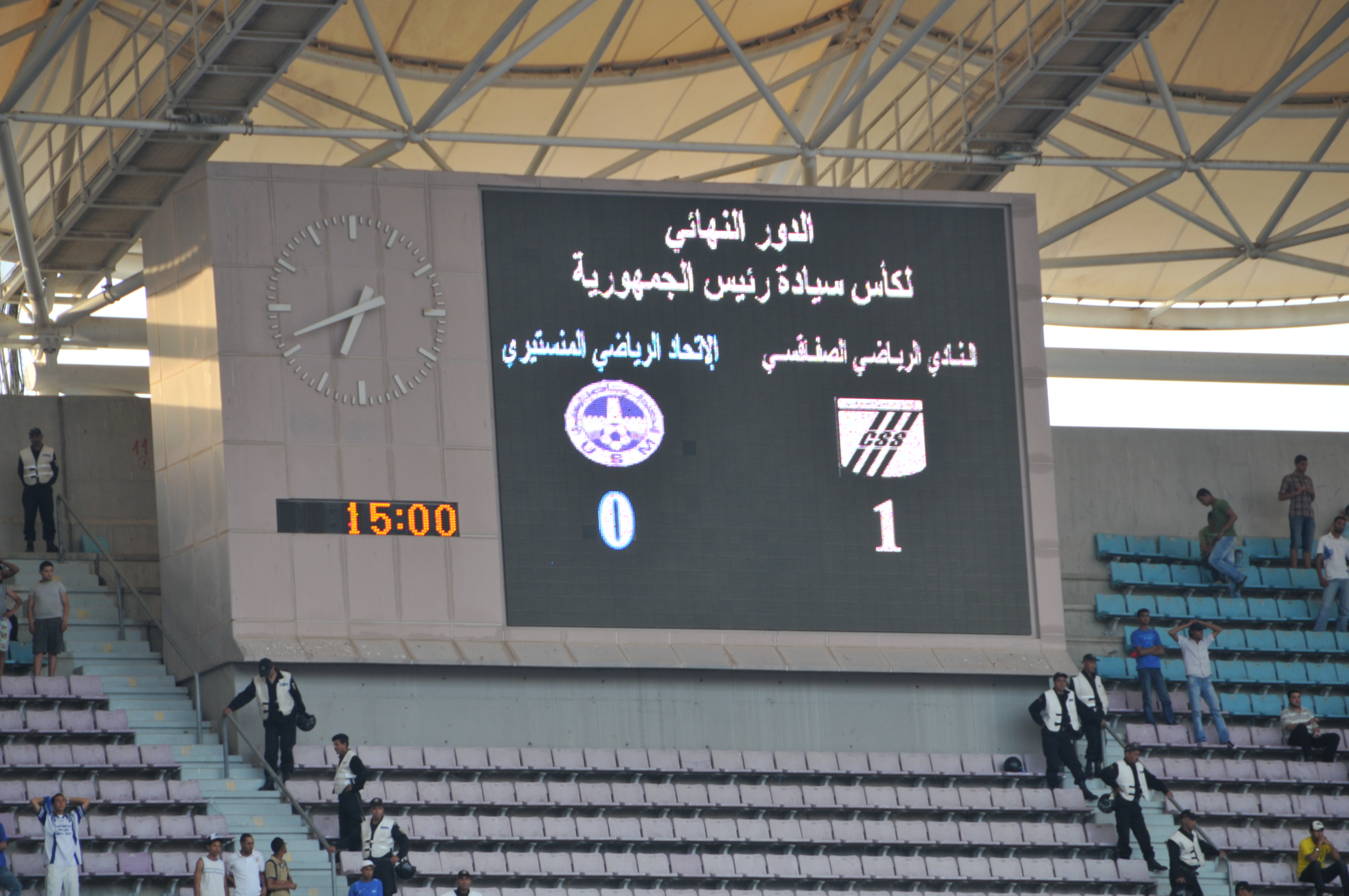
لوحة النتائج في الملعب أثناء نهائي كأس تونس 2008–09 بين النادي الصفاقسي والاتحاد المنستيري

## مقالات ذات صلة
- المدينة الرياضية برادس
- القاعة متعددة الاختصاصات برادس
- الملعب الوطني لألعاب القوى برادس
- المسبح الأولمبي برادس

## وصلات خارجية
- Soccerway Profile
- World Stadiums Article
- StadiumDB images

| سبقه ملعب 26 مارس باماكو | ملاعب نهائيات كأس الأمم الأفريقية 2004 | تبعه ستاد القاهرة الدولي القاهرة |